# Intendente de la región de Los Ríos
El Intendente de la Región de Los Ríos fue, entre el 2007 y el 2021, la autoridad designada por el presidente de la República para ejercer el gobierno de la Región de Los Ríos, Chile, como su representante natural e inmediato en dicho territorio. Además participó en la administración de la región, como órgano que integraba el Gobierno Regional de Los Ríos.

## Historia
Hasta 2007, el territorio de Los Ríos fue una provincia de la Región de Los Lagos, siendo el cargo más importante en aquel la figura del Gobernador de la Provincia de Valdivia. En ese año fue transformada en una región, la actual Región de Los Ríos.
Una reforma constitucional del año 2017 dispuso la elección popular del órgano ejecutivo del gobierno regional, creando el cargo de gobernador regional y estableciendo una delegación presidencial regional, a cargo de un delegado presidencial regional, el cual representa al poder ejecutivo y supervisa las regiones en conjunto a los delegados presidenciales provinciales. Tras las primeras elecciones regionales en 2021, y desde que asumieron sus funciones los gobernadores regionales y delegados presidenciales regionales, el 14 de julio de 2021, el cargo de intendente desapareció en dicha fecha mencionada, siendo César Asenjo Jerez su  último titular.

## Intendentes de la Región de Los Ríos (2007-2021)
| Intendente/a               | Partido | Partido | Período                                       | Presidente/a | Presidente/a      |
| -------------------------- | ------- | ------- | --------------------------------------------- | ------------ | ----------------- |
| Iván Flores García         |         | PDC     | 2 de octubre de 2007 - 26 de octubre de 2009  |              | Michelle Bachelet |
| Alejandro Larsen           |         | PDC     | 27 de octubre de 2009 - 11 de marzo de 2010   |              | Michelle Bachelet |
| Juan Andrés Varas          |         | Ind.    | 11 de marzo de 2010 - 15 de noviembre de 2012 |              | Sebastián Piñera  |
| Henry Azurmendi Toledo     |         | RN      | 15 de noviembre de 2012 - 11 de marzo de 2014 |              | Sebastián Piñera  |
| Egon Montecinos Montecinos |         | PS      | 11 de marzo de 2014 - 24 de marzo de 2017     |              | Michelle Bachelet |
| Ricardo Millán Gutiérrez   |         | PS      | 24 de marzo de 2017 - 11 de marzo de 2018     |              | Michelle Bachelet |
| César Asenjo Jerez         |         | Ind.    | 11 de marzo de 2018 - 14 de julio de 2021     |              | Sebastián Piñera  |